# Sân bay Hoa Liên
Sân bay Hoa Liên (花蓮機場) (IATA: HUN, ICAO: RCYU) là một sân bay thương mại nằm ở trên diện tích 11,5 ha đất dân sự của một căn cứ không quân ở Hoa Liên, Đài Loan, Trung Hoa Dân Quốc. Sân bay này phục vụ các chuyến bay quốc nội và có thể phục vụ các chuyến bay thuê bao quốc tế.

## Các hãng hàng không và điểm đến
| Hãng hàng không                                | Các điểm đến        |
| ---------------------------------------------- | ------------------- |
| China Airlines điều hành bởi Mandarin Airlines | Cao Hùng, Hong Kong |
| TransAsia Airways                              | Đài Bắc - Tùng Sơn  |